# Свидеровка (Липецкая область)
 Свиде́ровка  — деревня  Волчанского сельсовета Елецкого района Липецкой области. Находится в южной части Елецкого района, в 9 км к югу от Ельца. Располагается на левом берегу реки Быстрая Сосна.
Впервые Свидеровка упоминается в переписи населения СССР 1926 года, в ней насчитывалось 35 дворов и 204 жителя.

## Население
| 1926 | 2010 |
| ---- | ---- |
| 204  | ↘4   |